# Jessica Ramos
Jessica Ramos (Elmhurst, 27 de junio de 1985) es una política estadounidense del estado de Nueva York. Como demócrata, ha representado al distrito 13, que incluye los vecindarios de Corona, Elmhurst, East Elmhurst y Jackson Heights en Queens, en el Senado del estado de Nueva York desde 2019.
En septiembre de 2024, Ramos anunció que se postulaba para alcalde de Nueva York, desafiando al actual alcalde Eric Adams, y a otros funcionarios ciudades y estatales electos en las primarias demócratas para las elecciones de alcalde de 2025.

## Primeros años y educación
Ramos nació en Elmhurst Hospital y creció en Astoria, Queens, Nueva York, hija de inmigrantes colombianos. Expuesto a la vida cívica a una edad temprana, Ramos participó en actividades comunitarias con los grupos cívicos locales de la comunidad de inmigrantes colombianos y más tarde como líder de distrito demócrata y miembro de la junta comunitaria. Se graduó de la Academia de Estudios Americanos y asistió a la Universidad Hofstra, antes de abandonar sus estudios para trabajar en la oficina del entonces concejal Hiram Monserrate.[cita requerida]

## Carrera

### Senado de Nueva York
En enero de 2018, Ramos anunció su candidatura al senado en el Senado de Nueva York, desafiando a José Peralta, exmiembro de la Conferencia Demócrata Independiente, en el  Partido Demócrata elecciones primarias. Ramos derrotó a Peralta y ganó las elecciones generales. Recibió varios respaldos de alto perfil, incluido el del alcalde de la ciudad de Nueva York Bill de Blasio,  The New York Times, y Kirsten Gillibrand.
En el Senado, Ramos se desempeña como presidente del Comité de Trabajo.

## Vida personal
Ramos nació en Elmhurst de una costurera indocumentada y un impresor. Fue el primer miembro de su familia inmediata que nació en Estados Unidos. Ramos vive actualmente en Jackson Heights con sus dos hijos.
En 2019, la senadora Ramos se convirtió en copropietaria o compañera de habitación de la senadora del estado de Nueva York Alessandra Biaggi y la asambleísta Yuh-Line Niou mientras vivía en Albany, Nueva York.